# Hemerotrecha parva
Hemerotrecha parva är en spindeldjursart som beskrevs av Muma 1989. Hemerotrecha parva ingår i släktet Hemerotrecha och familjen Eremobatidae. Inga underarter finns listade i Catalogue of Life.